# Powiat piński (I Rzeczpospolita)

Powiat piński na tle Wielkiego Księstwa Litewskiego I Rzeczypospolitej

Powiat piński – jednostka terytorialna  województwa brzeskolitewskiego Wielkiego Księstwa Litewskiego i Rzeczypospolitej Obojga Narodów z centrum w Pińsku.

## Podział administracyjny

### Według struktury parafialnej kościoła katolickiego, unickiego i prawosławnego w 1790 r.
- Bezdzieska
- Braszewicze
- Dąbrowicka
- Dawidgrodecka
- Horodyska
- Janowska
- Łahiszyńska
- Lubieszowska
- Pińska
- Zarzeczna

Od 1793 roku w składzie Imperium Rosyjskiego.
W obrębie powiatu pińskiego istniało starostwo grodowe pińskie oraz królewszczyzny.